# Прва савезна лига Југославије у хокеју на леду 1960.
Прва савезна лига Југославије у хокеју на леду 1960. је тринаесто послератно првенство Југославије, које је одиграно као и прошле сезоне по двоструком лига систему (свако са сваким по 2 утакмице).
Одиграно је од 10. јануара до 28. фебруара 1960, уз учешће шест клубова.

## Клубови
- Београд
- Јесенице
- Љубљана
- Партизан
- Спартак
- Црвена звезда

За победу су се добијала 2, нерешено 1, а пораз 0 бодова.

## Коначни пласман

### Група А
| Екипа                     | ИГ | Д | Н | ИЗ | ГД  | ГП  | ГР   | Б  |
| ------------------------- | -- | - | - | -- | --- | --- | ---- | -- |
| 1. Јесенице, Јесенице     | 10 | 9 | 0 | 1  | 138 | 20  | +118 | 18 |
| 2. Партизан, Београд      | 10 | 7 | 0 | 3  | 41  | 35  | +6   | 14 |
| 3. Београд, Београд       | 10 | 6 | 0 | 4  | 44  | 34  | +10  | 12 |
| 4. Љубљана, Љубљана       | 10 | 5 | 1 | 4  | 55  | 37  | +18  | 11 |
| 5. Црвена звезда, Београд | 10 | 2 | 1 | 7  | 34  | 56  | -22  | 5  |
| 6. Спартак, Суботица      | 10 | 0 | 0 | 10 | 10  | 140 | -130 | 0  |

ИГ = одиграо, Д = победио, Н = нешерио, ИЗ = изгубио, ГД = голова дао, ГП = голова примио, ГР = гол-разлика, Б = бодова
| Првак Прве савезна лиге Југославије у хокеју на леду 1960. |
| ---------------------------------------------------------- |
| ХК Јесенице 4. Титула                                      |